# 엔초 시포
빈첸초 "엔초" 다니엘레 시포(이탈리아어: Vincenzo "Enzo" Daniele Scifo [ˈɛntso ʃˈʃiːfo][*], 1966년 2월 19일, 에노 주 라 루비에르 ~ )는 벨기에의 전직 축구 미드필더이다. 그는 벨기에 U-21 국가대표팀과 다수 벨기에 구단들을 지도하기도 했다. 그는 현역 시절에 벨기에, 프랑스, 그리고 이탈리아 무대에서 활약했고, 몇 차례 국내 우승을 거머쥐었다. 국가대항전에서, 그는 벨기에 국가대표팀 일원으로 4번의 월드컵에 참가했는데, 그는 3명밖에 안되는 이 업적을 달성한 선수들 중 하나이다.

## 유년 시절
시포는 왈롱 지역의 라 루비에르 출신으로, 시칠리아 출신 부모 사이에서 났다. 그는 유년 시절부터 재능을 입증해 지역 내에서 "작은 펠레"라는 별칭으로 통했는데, 이 시기에 4년 동안 무려 432골을 기록했다. 시포는 1973년에 7세의 나이로 인근 루비에루아즈에 입단했다. 이후, 그는 벨기에의 최다 우승 구단인 안데를레흐트에 1982년 입성했다.

## 클럽 경력
시포는 1983년에 17세의 나이로 안데를레흐트 1군 신고식을 치렀다. 안데를레흐트에서 벨기에 1부 리그를 3번 우승하고 토트넘 홋스퍼에 승부차기 끝에 석패한 1984년 UEFA컵 결승전 진출의 성과를 낸 시포는 당 세대의 가장 각광받는 유망주로 거듭났고, 1987년에 부모의 모국인 이탈리아의 인테르나치오날레로 7.5B ITL에 이적했다. 밀라노에서 1시즌 동안 28번의 경기에 출전해 4골에 그치며 큰 성과를 거두지 못한 시포는 1988년에 보르도로 이적해 또다시 침체기를 겪었고, 1군 선수단과 마찰을 빚고 부상에 허덕였다. 그는 1989년에 23세의 나이로 오세르에 입단해 기 루 감독의 지도 하에 갱생했고, 이후 1991년에 토리노로 이적하며 이탈리아 무대로 복귀했다. 그는 세리에 A 무대에 복귀하여 보다 더 성공적으로 활약했는데, 토리노 1년차에는 1992년 UEFA컵 결승전에 올랐고, 2년차에는 코파 이탈리아를 들어올렸다. 시포는 1993년에 모나코로 이적해 성공을 이어나갔는데, 1997년에 디비시옹 1을 우승했다. 그 해 하반기, 그는 안데를레흐트로 복귀해 1999-2000 시즌에 자신의 4번째 벨기에 리그 우승을 추가했다. 그는 2000년에 샤를루아에 입단했지만, 같은 시즌 말에 36세의 나이로 만성 관절염을 진단받아 축구화를 벗었다. 시포는 총 478번의 공식 경기에서 121번의 리그 골을 기록했다.

## 국가대표팀 경력
시포는 1984년 6월 6일, 2-2로 비긴 헝가리와의 친선경기에서 벨기에 국가대표팀 첫 경기를 치렀다. 그 해 6월 13일, 벨기에와 유고슬라비아 간 유로 1984 조별 리그 1차전 경기에서, 당시 18세 115일로 당시 역대 최연소 본선 출전 선수였던 그는 대중의 관심을 끌어모았고, 2-0 승리에 일조했다. 시포는 벨기에가 참가한 3번의 조별 리그 경기에 모두 출전했지만, 조별 리그를 3위로 마친 벨기에는 준결승 진출이 좌절되었다.
그는 벨기에를 대표로 1986년, 1990년, 1994년, 그리고 1998년 월드컵에 참가해 총 16번의 경기에 출전했다. 그는 14명밖에 안되는 4번의 월드컵에 참가한 선수 명단에 이름을 올려놓았고, 그를 더불어 이 목록에 오른 벨기에 선수는 3명뿐이다. 시포는 멕시코에서 열린 1986년 월드컵에서 준결승까지 올라갔는데, 벨기에 국가대표팀의 7경기에 모두 출전해 2골을 기록해 4위로 대회를 마감하는데 일조했다. 그는 대회 기간 내내 선보인 활약으로 대회 최우수 신인 선수로 선정되었다. 이탈리아에서 열린 1990년 대회에서는 6월 17일에 베로나에서 열린 우루과이와의 경기에서 장거리 득점에 성공해 3-1 승리를 일조한 것으로 회자된다. 이 골은 2002년 투표에서 2,935표를 득표해 월드컵 세기의 골 10위에 올랐다. 벨기에는 이 대회에서 잉글랜드와의 16강에서 패퇴했다. 4년 후인 1994년 미국 대회에서, 벨기에는 또다시 16강에서 탈락했다. 이후, 시포는 프랑스에서 열린 1998년 월드컵에서 조별 리그를 넘지 못해 탈락하자 국가대표팀의 붉은 유니폼을 반납했다. 그는 국가대표팀에서 총 84번의 국가대표팀 경기에 출전해 18골을 기록했다.

## 경기 방식
골 냄새도 잘 맡는 매우 창의적인 미드필더로, 시포는 고전적인 10번 플레이메이커 선수로, 스트라이커 바로 뒤에 공격형 미드필더로 주로 활약했다. 그는 중앙 미드필더로 후방 플레이메이커나 우측으로 치우친 광역 미드필더로 활약했다. 벨기에의 손꼽히는 위대한 선수로 평가받는 그는 넓은 시야, 전술적 지능, 그리고 기술력을 겸비해 중원에서 선수단의 공격을 전두지휘했다. 그는 공을 잡고 균형을 잘 잡아 저돌적으로 공몰이를 하는 것은 불론, 오른발로 정확하게 공을 넘기거나 골문을 열 수 있어, 직접 득점하거나 동료의 득점 기회를 만들어주기도 했다. 그러나, 그는 재능에도 불구하고, 공이 없을 때 수비 가담력이 부족한 것으로 비판되었는데, 내향적인 성향과, 유년 시절에 유달리 이기적이고 비효율적인 행동으로 혼자서 자주 공을 몰려 했고, 절호의 득점 기회를 잡은 동료에게 쉽게 공을 넘기려 하지 않았다. 현역 시절 동안, 그의 특유의 경기 방식은 잔니 리베라, 잔카를로 안토뇨니, 그리고 그의 본보기였던 미셸 플라티니와 비교되었다.

## 은퇴 이후
시포는 2000-01 시즌에 샤를루아에서 처음으로 지도자로 활동했다. 그는 별 성과를 내지 못하면서 2002년 6월에 사표를 제출했다. 이후, 그는 2004년부터 2006년까지 AFC 튀비즈를 지도했고, 이후 또다른 벨기에 리그 구단인 무스크롱을 2007년에 지도했다. 2009년 6월 6일, 시포는 무스크롱의 재정난으로 인해 감독직에서 사퇴했다.
2006년 5월, 그는 에인트호번에서 잉글랜드의 테리 베너블스 감독과 주제프 마리아 푸스테의 주관으로 설립된 유럽 대표 선수회의 첫 경기를 치렀다.
시포는 2012년부터 2013년까지 몽스 감독을 맡아 감독직에 복귀했다. 2015년부터 2016년까지는 벨기에 U-21 국가대표팀을 지도하기도 했다.

## 경력 통계

### 클럽
| 구단             | 시즌      | 리그            | 리그 | 리그 | 컵   | 컵 | 리그컵 | 리그컵 | 유럽 | 유럽 | 합계 | 합계 |
| 구단             | 시즌      | 리그명          | 출장 | 골   | 출장 | 골 | 출장   | 골     | 출장 | 골   | 출장 | 골   |
| ---------------- | --------- | --------------- | ---- | ---- | ---- | -- | ------ | ------ | ---- | ---- | ---- | ---- |
| 안데를레흐트     | 1983–84   | 벨기에 1부 리그 | 25   | 5    |      |    | –      | –      | 8    | 1    |      |      |
| 안데를레흐트     | 1984–85   | 벨기에 1부 리그 | 30   | 14   |      |    | –      | –      | 4    | 1    |      |      |
| 안데를레흐트     | 1985–86   | 벨기에 1부 리그 | 31   | 5    |      |    |        |        | 5    | 2    |      |      |
| 안데를레흐트     | 1986–87   | 벨기에 1부 리그 | 33   | 8    |      |    | –      | –      | 5    | 1    |      |      |
| 안데를레흐트     | 합계      | 합계            | 119  | 32   |      |    |        |        | 22   | 5    |      |      |
| 인테르나치오날레 | 1987–88   | 세리에 A        | 28   | 4    | 10   | 0  | –      | –      | 6    | 1    | 44   | 5    |
| 보르도           | 1988–89   | 디비시옹 1      | 24   | 7    |      |    |        |        | 6    | 1    |      |      |
| 오세르           | 1989–90   | 디비시옹 1      | 33   | 11   |      |    |        |        | 9    | 5    |      |      |
| 오세르           | 1990–91   | 디비시옹 1      | 34   | 14   |      |    |        |        | –    | –    |      |      |
| 오세르           | 합계      | 합계            | 67   | 25   |      |    |        |        | 9    | 5    |      |      |
| 토리노           | 1991–92   | 세리에 A        | 30   | 9    | 5    | 0  | –      | –      | 11   | 2    | 46   | 11   |
| 토리노           | 1992–93   | 세리에 A        | 32   | 7    | 6    | 2  | –      | –      | 4    | 0    | 42   | 9    |
| 토리노           | 합계      | 합계            | 62   | 16   | 11   | 2  | –      | –      | 15   | 2    | 88   | 20   |
| 모나코           | 1993–94   | 디비시옹 1      | 31   | 6    |      |    |        |        | 11   | 2    |      |      |
| 모나코           | 1994–95   | 디비시옹 1      | 11   | 2    |      |    |        |        | –    | –    |      |      |
| 모나코           | 1995–96   | 디비시옹 1      | 34   | 7    |      |    |        |        | 2    | 0    |      |      |
| 모나코           | 1996–97   | 디비시옹 1      | 15   | 5    |      |    |        |        | 2    | 0    |      |      |
| 모나코           | 합계      | 합계            | 91   | 20   |      |    |        |        | 15   | 2    |      |      |
| 안데를레흐트     | 1997–98   | 벨기에 1부 리그 | 30   | 4    |      |    |        |        | 5    | 1    |      |      |
| 안데를레흐트     | 1998–99   | 벨기에 1부 리그 | 27   | 8    |      |    |        |        | 3    | 0    |      |      |
| 안데를레흐트     | 1999–2000 | 벨기에 1부 리그 | 17   | 2    |      |    |        |        |      |      |      |      |
| 안데를레흐트     | 합계      | 합계            | 74   | 14   |      |    |        |        | 8    | 1    |      |      |
| 샤를루아         | 2000–01   | 벨기에 1부 리그 | 12   | 3    | 1    | 0  | –      | –      | –    | –    | 13   | 3    |
| 경력 합계        | 경력 합계 | 경력 합계       | 477  | 121  |      |    |        |        | 81   | 17   |      |      |

### 국가대표팀
| 국가대표팀 | 연도 | 출장 | 골 |
| ---------- | ---- | ---- | -- |
| 벨기에     | 1984 | 8    | 1  |
| 벨기에     | 1985 | 3    | 1  |
| 벨기에     | 1986 | 12   | 3  |
| 벨기에     | 1987 | 4    | 0  |
| 벨기에     | 1988 | 4    | 0  |
| 벨기에     | 1989 | 5    | 0  |
| 벨기에     | 1990 | 9    | 2  |
| 벨기에     | 1991 | 6    | 3  |
| 벨기에     | 1992 | 6    | 1  |
| 벨기에     | 1993 | 5    | 4  |
| 벨기에     | 1994 | 6    | 0  |
| 벨기에     | 1995 | 3    | 2  |
| 벨기에     | 1996 | 4    | 0  |
| 벨기에     | 1997 | 4    | 0  |
| 벨기에     | 1998 | 5    | 1  |
| 합계       | 합계 | 84   | 18 |

### 국가대표팀 득점 목록
아래의 점수에서 왼쪽의 점수가 벨기에의 점수이며, 점수 열은 시포의 득점 상황의 점수를 나타낸다.
| #   | 날짜             | 경기장                              | 상대              | 점수 | 결과 | 대회                 |
| --- | ---------------- | ----------------------------------- | ----------------- | ---- | ---- | -------------------- |
| 1   | 1984년 10월 17일 | 브뤼셀 에젤 경기장                  | 알바니아          | 2–1  | 3–1  | 1986년 월드컵 예선전 |
| 2   | 1985년 3월 27일  | 브뤼셀 에젤 경기장                  | 그리스            | 2–0  | 2–0  | 1986년 월드컵 예선전 |
| 3   | 1986년 6월 8일   | 톨루카 네메시오 디에스 경기장       | 이라크            | 1–0  | 2–1  | 1986년 월드컵        |
| 4   | 1986년 6월 15일  | 레온 레온 신구장                    | 소련              | 1–1  | 4–3  | 1986년 월드컵        |
| 5   | 1986년 9월 10일  | 브뤼셀 에젤 경기장                  | 아일랜드          | 2–1  | 2–2  | 유로 1988 예선전     |
| 6   | 1990년 5월 26일  | 브뤼셀 에젤 경기장                  | 루마니아          | 1–0  | 2–2  | 친선경기             |
| 7   | 1990년 6월 17일  | 베로나 마르칸토니오 벤테고디 경기장 | 우루과이          | 2–0  | 3–1  | 1990년 월드컵        |
| 8   | 1991년 2월 27일  | 브뤼셀 콩스탕 반덴 스토크 경기장    | 룩셈부르크        | 3–0  | 3–0  | 유로 1992 예선전     |
| 9   | 1991년 9월 11일  | 룩셈부르크 요지 바르텔 경기장       | 룩셈부르크        | 1–0  | 2–0  | 유로 1992 예선전     |
| 10  | 1991년 10월 9일  | 세케슈페헤르바르 소스토이 경기장    | 헝가리            | 2–0  | 2–0  | 친선경기             |
| 11  | 1992년 3월 25일  | 파리 파르크 데 프랭스               | 프랑스            | 2–1  | 3–3  | 친선경기             |
| 12. | 1993년 2월 13일  | 니코시아 마카리오 경기장            | 키프로스          | 1–0  | 3–0  | 1994년 월드컵 예선전 |
| 13  | 1993년 2월 13일  | 니코시아 마카리오 경기장            | 키프로스          | 2–0  | 3–0  | 1994년 월드컵 예선전 |
| 14  | 1993년 5월 22일  | 브뤼셀 콩스탕 반덴 스토크 경기장    | 페로 제도         | 2–0  | 3–0  | 1994년 월드컵 예선전 |
| 15  | 1993년 10월 13일 | 부쿠레슈티 스테아우아 경기장        | 루마니아          | 1–2  | 1–2  | 1994년 월드컵 예선전 |
| 16. | 1995년 6월 7일   | 스코페 필리포스 2세 아레나          | 마케도니아 공화국 | 2–0  | 5–0  | 유로 1996 예선전     |
| 17  | 1995년 6월 7일   | 스코페 필리포스 2세 아레나          | 마케도니아 공화국 | 5–0  | 5–0  | 유로 1996 예선전     |
| 18  | 1998년 6월 6일   | 브뤼셀 보두앵 국왕 경기장           | 파라과이          | 1–0  | 1–0  | 친선경기             |

## 수상
안데를레흐트
- 벨기에 1부 리그: 1984–85, 1985–86, 1986–87, 1999–2000
- 벨기에 슈퍼컵: 1985
- 벨기에 리그컵: 2000[22]
- UEFA컵 준우승: 1983–84[23]
- 트로페 쥘 파파에르: 1983, 1985, 2000[24]
- 마탠 브뤼주아즈: 1985[25]
- 벨기에 올해의 스포츠 선수단: 2000[26]

모나코
- 디비시옹 1: 1996–97

토리노
- 코파 이탈리아: 1992–93
- UEFA컵 준우승 1991–92

벨기에
- 월드컵 4위: 1986[27]

개인
- 벨기에 골든슈: 1984[28]
- 발롱도르 후보 지명: 1984,[29] 1990,[30] 1992,[31] 1993[32]
- 월드컵 4외 참가: 1986, 1990, 1994, 1998[33]
- 월드컵 최우수 신인 선수: 1986[34]
- 월드컵 대회의 선수단: 1990[35]
- 가제타 델로 스포르트 + 어소시에이티드 프레스 + 매치 월드컵 대회의 역대 선수단: 1990[35]
- 디비시옹 1 올해의 외국인 선수: 1990[36]
- 벨기에 올해의 프로 축구 선수: 1990–91[37]
- 은빛 11인(50년간 골든 슈 수상자들 중 역대 선수단): 2003[38]
- 역대 골든 슈 선수단: 2011[39]
- 벨기에 왕립 축구 협회 125주년 역대 선수단: 2020[40]
- IFFHS 벨기에 역대 최고 선수단: 2021[41]